# Кашкадарья
Кашкадарья́ (узб. Qashqadaryo, Қашқадарё) — река в Согдийской области Таджикистана и Кашкадарьинской области Узбекистана. Древний приток Зеравшана.
На начальном участке течения носит название Обихунда, далее — Шиначаса́й, в нижнем течении — Майманакдарья́.
Сотрудниками специального отряда под руководством Я. Г. Гулямова было доказано, что Кашкадарья до XII века периодически впадала в Зеравшан, в его нижнее течение. Позднее древнее русло Кашкадарьи, впадавшей в Зеравшан вблизи древнего городища Пайкенд, было прослежено и картировано А. Р. Мухамеджановым.

## Гидрография
Длина реки — 378 км, площадь бассейна, согласно «Большой советской энциклопедии», составляет 8780 км², согласно Национальной энциклопедии Узбекистана — около 12 000 км². Средний расход воды — 24,9 м³/с.
Истоки на западе Зеравшанского и Гиссарского хребтов. Место течения реки от селения Дуаб называют Кашкадарьинской долиной. Кашкадарья (Обихунда) берёт начало на высоте 2960 метров, в западной части Гиссара, в 1,5 километрах к востоку от пограничного перевала Тауташ. До начала XIII века периодически впадала в Зарафшан. В настоящее время географическим устьем Кашкадарьи является озеро Деухана в одноимённом понижении на территории Бухарской области Узбекистана.
Питание — снегово-дождевое.
Основные притоки: Акдарья (Аксу), Танхизыдарья и Гузардарья.
Ранее впадала река Лянгар, в настоящее время не доходит до неё.

## Хозяйственная деятельность
Воды Кашкадарьи широко используются для орошения, и за Каршинским оазисом в районе Карши русло постепенно теряется. Низовья реки подпитываются посредством канала Эскианхор водами Зеравшана. На Кашкадарье расположено Чимкурганское водохранилище.